# 湘南薬品
株式会社湘南薬品（しょうなんやくひん）は、神奈川県の湘南地方を中心に、ドラッグストア、薬局を展開する企業。地域密着を掲げており、市街地に立地した小型店舗や商業ビルのテナントが主となっている。一部店舗は「ラポール」という名称を用いており、1号店から5号店まで存在する。また、「ラ・ボーテ」は化粧品専門店となっている。

## 店舗
2019年4月現在の店舗数は24。東京都港区、静岡県熱海市にある計2店舗を除き、全て神奈川県内に位置する。藤沢市や横浜市戸塚区で店舗が多い。